# Арко (Міннесота)
Арко (англ. Arco) — місто (англ. city) в США, в окрузі Лінкольн штату Міннесота. Населення — 87 осіб (2020).

## Географія
Арко розташоване за координатами 44°22′49″ пн. ш. 96°10′50″ зх. д. / 44.38028° пн. ш. 96.18056° зх. д. (44.380374, -96.180480).  За даними Бюро перепису населення США в 2010 році місто мало площу 1,98 км², з яких 1,66 км² — суходіл та 0,32 км² — водойми.

## Демографія
Згідно з переписом 2010 року, у місті мешкало 75 осіб у 37 домогосподарствах у складі 18 родин. Густота населення становила 38 осіб/км².  Було 51 помешкання (26/км²).
Расовий склад населення:
| - 92,0 % — білих - 8,0 % — осіб інших рас |

До двох чи більше рас належало 0,0 %. Частка іспаномовних становила 0,0 % від усіх жителів.
За віковим діапазоном населення розподілялося таким чином: 16,0 % — особи молодші 18 років, 58,7 % — особи у віці 18—64 років, 25,3 % — особи у віці 65 років та старші. Медіана віку мешканця становила 49,5 року. На 100 осіб жіночої статі у місті припадало 97,4 чоловіків;  на 100 жінок у віці від 18 років та старших — 110,0 чоловіків також старших 18 років.
Середній дохід на одне домашнє господарство  становив 43 404 долари США (медіана — 30 000), а середній дохід на одну сім'ю — 53 967 доларів (медіана — 53 438). За межею бідності перебувало 32,8 % осіб, у тому числі 25,0 % дітей у віці до 18 років та 60,9 % осіб у віці 65 років та старших.
Цивільне працевлаштоване населення становило 46 осіб. Основні галузі зайнятості: освіта, охорона здоров'я та соціальна допомога — 17,4 %, транспорт — 15,2 %, роздрібна торгівля — 15,2 %.